# Endrit Vrapi
Endrit Vrapi (Tirana, 23 maggio 1982) è un ex calciatore albanese, di ruolo difensore.

## Caratteristiche tecniche
Gioca nel ruolo di terzino sinistro, ma può giocare anche come difensore centrale.

## Carriera

### Club

#### Gli inizi
Vrapi ha iniziato la sua carriera quando era ancora adolescente, giocando per il Partizani Tirana, a cui si è unito alla prima squadra durante la stagione 2001-2002, anche se non ha giocato in nessuna partita di campionato quella stagione.
Ciò ha spinto Vrapi a firmare con il Lushnja, squadra neopromossa nella Superliga albanese, con lo scopo di acquisire esperienza.

#### Lushnja
Al Lushnja si è rapidamente affermato in prima squadra, giocando settantasei partite e segnato quattro gol per il club tra il 2002 e il 2005.

#### Elbasani
Le sue impressionanti prestazioni hanno spinto una delle migliori squadre del paese, l'Elbasani, a ingaggiarlo nel 2005. La sua stagione di maggior successo all'Elbasani è nel primo periodo della stagione 2005-2006.
In quella stagione giocò trentaquattro partite e segnò due gol e fu uno dei motivi per cui Elbasani vinse il Campionato albanese di calcio.

#### Teuta Durrës
Dopo il trionfo con Elbasani, nel 2006 si trasferisce al Teuta Durrës, ripetendosi e aiutando la squadra a raggiungere il secondo posto del campionato albanese dietro il KF Tirana.
Durante la stagione 2006-2007 ha gioca ventinove partite segnando due gol.
Dopo aver trascorso una sola stagione a Durazzo, ritorna al KF Tirana.
Tuttavia la stagione degli albanesi si rivela un fallimento, tant'e che la squadra ha lottato per tutta la stagione, concludendo con un deludente sesto posto in campionato, la posizione più bassa mai raggiunta da club.
Durante quella brutta stagione Vrapi giocò ventisette partite senza segnare un gol.

#### Ritorno all'Elbasani
Decise di tornare a giocare dove aveva trascorso gli anni migliori della sua carriera, all'Elbasani.

#### Dinamo Tirana
Il 30 giugno 2009 firma un contratto temporaneo con la Dinamo Tirana per la campagna europea del club.
Con il club il 2 luglio 2009 disputa l'intera gara valevole per il primo turno preliminare di Europa League contro il Lahti, conclusa sul risultato di 4-1 per il Lahti.
Disputa dal primo minuto anche la gara di ritorno, vendendo sostituito al 78' minuto.
Pur vincendo 2–0, la Dinamo Tirana non si qualifica al turno successivo per il complessivo di 4-3 in favore degli ospiti.

#### Skënderbeu Korçë
Il 30 giugno 2010, si trasferisce allo Skënderbeu Korçë.
Riveste la maglia numero 4 per la stagione 2010-11.
L'esordio arriva nella partita di apertura della stagione 2010-11 contro la sua ex squadra Besa Kavajë, partita che però viene sospesa all'88º minuto sullo 0-1 a causa di disordini sugli spalti.

#### Ritorno alla Dinamo
Il 29 agosto 2013, lascia lp Skënderbeu dopo tre stagioni, per tornare alla Dinamo Tirana firmando un contratto di un anno. Debutta nella sfida di apertura della stagione 2013-14 contro il KF Laçi, giocando tutti i 90 minuti e terimando la gara a reti inviolate.
A dicembre, il Tirana viene eliminato dal Lushnja nel secondo turno della Coppa d'Albania 2013–14, con Vrapi che disputa entrambe le gare non riuscendo ad evitare l'eliminazione.

Durante la prima parte della stagione, il Tirana vince solo 3 partite di campionato su 16 disputate, Vrapi gioca nella difesa in 10 di queste partite, schierato prima da Nevil Dede, poi Alpin Gallo e successivamente Gugash Magani.

#### Partizani Tirana
Il 1 settembre 2014 da svincolato, firma un contratto di un anno con opzione di prolungamento con il Partizani Tirana.  La sua presentazione è avviene lo stesso giorno.
L'esordio arriva il 10 settembre nella terza giornata del Campionato albanese di calcio contro lo Skënderbeu Korçë, sfida di cui disputa tutti i 90 minuti vincendo la gara per 1–0.
Ha concluso il 2014-2015 con 26 presenze, tutte in campionato,con il Partizani che conclude 3 ° in campionato, tornando nelle competizioni europee dopo sette anni.
Nel corso della stagione gioca prevalentemente come terzino sinistro, ma in più occasioni, viene utilizzato come difensore centrale.
Conclude la stagione con 26 presenze in campionato.
Vrapi inizia la stagione 2015-16 giocando tutti i 90 minuti nella sconfitta esterna per 1–3 contro lo Strømsgodset, valevole per il primo turno preliminare di UEFA Europa League 2015-2016. Ha anche giocato l'intera partita al ritorno, perdendo 0–1 negli ultimi minuti.
Il 13 gennaio 2016, il Partizani ha confermato tramite la propria pagina Facebook di aver risolto il contratto con Vrapi in comune accordo.

#### Vllaznia Shkodër
Tre giorni dopo essere rimasto svicolato, Vrapi e si unisce agli albanesi della Vllaznia Shkodër, fino alla fine della stagione.

### Nazionale
Considerato uno dei migliori giovani talenti albanesi dell'epoca, ricoprì il ruolo di capitano della squadra Under 19 dell'Albania.
Ha fatto il suo debutto nella Nazionale albanese nel 2006.

## Statistiche

### Presenze e reti nei club
Statistiche aggiornate al 30 ottobre 2016.
| Stagione                | Squadra                 | Campionato              | Campionato | Campionato | Coppe nazionali | Coppe nazionali | Coppe nazionali | Coppe continentali | Coppe continentali | Coppe continentali | Altre coppe | Altre coppe | Altre coppe | Totale | Totale |
| Stagione                | Squadra                 | Comp                    | Pres       | Reti       | Comp            | Pres            | Reti            | Comp               | Pres               | Reti               | Comp        | Pres        | Reti        | Pres   | Reti   |
| ----------------------- | ----------------------- | ----------------------- | ---------- | ---------- | --------------- | --------------- | --------------- | ------------------ | ------------------ | ------------------ | ----------- | ----------- | ----------- | ------ | ------ |
| 2002-gen. 2003          | Partizani Tirana        | KS                      | 0          | 0          | CA              | 0               | 0               | -                  | -                  | -                  | -           | -           | -           | 0      | 0      |
| gen.-giu. 2003          | Lushnja                 | KP                      | 16         | 0          | CA              | 0               | 0               | -                  | -                  | -                  | -           | -           | -           | 16     | 0      |
| 2003-2004               | Lushnja                 | KP                      | 31         | 4          | CA              | 0               | 0               | -                  | -                  | -                  | -           | -           | -           | 31     | 4      |
| 2004-2005               | Lushnja                 | KP                      | 29         | 0          | CA              | 0               | 0               | -                  | -                  | -                  | -           | -           | -           | 29     | 0      |
| Totale Lushnja          | Totale Lushnja          | Totale Lushnja          | 76         | 4          |                 | 0               | 0               |                    | -                  | -                  |             | -           | -           | 76     | 4      |
| 2005-2006               | Elbasani                | KS                      | 34         | 2          | CA              | 0               | 0               | CU                 | 1                  | 0                  | -           | -           | -           | 35     | 2      |
| ago. 2006               | Elbasani                | KS                      | 0          | 0          | CA              | 0               | 0               | UCL                | 2                  | 0                  | -           | -           | -           | 2      | 0      |
| 2006-2007               | Teuta                   | KS                      | 29         | 2          | CA              | 0               | 0               | -                  | -                  | -                  | -           | -           | -           | 29     | 2      |
| ago. 2007               | Teuta                   | KS                      | 0          | 0          | CA              | 0               | 0               | CU                 | 2                  | 0                  | -           | -           | -           | 2      | 0      |
| Totale Teuta            | Totale Teuta            | Totale Teuta            | 29         | 2          |                 | 0               | 0               |                    | 2                  | 0                  |             | -           | -           | 31     | 2      |
| 2007-2008               | Tirana                  | KS                      | 27         | 0          | CA              | 0               | 0               | -                  | -                  | -                  | -           | -           | -           | 27     | 0      |
| 2008-2009               | Elbasani                | KS                      | 31         | 2          | CA              | 0               | 0               | -                  | -                  | -                  | -           | -           | -           | 31     | 2      |
| Totale Elbasani         | Totale Elbasani         | Totale Elbasani         | 65         | 4          |                 | 0               | 0               |                    | 3                  | 0                  |             | -           | -           | 68     | 4      |
| ago. 2009               | Dinamo Tirana           | KS                      | 0          | 0          | CA              | 0               | 0               | UEL                | 2                  | 0                  | -           | -           | -           | 2      | 0      |
| 2009-2010               | Besa Kavajë             | KS                      | 32         | 0          | CA              | 0               | 0               | UEL                | 2                  | 0                  | -           | -           | -           | 34     | 0      |
| 2010-2011               | Skënderbeu              | KS                      | 29         | 0          | CA              | 2               | 0               | -                  | -                  | -                  | -           | -           | -           | 31     | 0      |
| 2011-2012               | Skënderbeu              | KS                      | 18         | 0          | CA              | 9               | 0               | UCL                | 2                  | 0                  | SA          | 1           | 0           | 30     | 0      |
| 2012-2013               | Skënderbeu              | KS                      | 21         | 0          | CA              | 5               | 0               | UCL                | 0                  | 0                  | SA          | 1           | 0           | 27     | 0      |
| ago. 2013               | Skënderbeu              | KS                      | 0          | 0          | CA              | 0               | 0               | UCL+UEL            | 1+0                | 0                  | SA          | 1           | 0           | 2      | 0      |
| Totale Skënderbeu       | Totale Skënderbeu       | Totale Skënderbeu       | 68         | 0          |                 | 16              | 0               |                    | 3                  | 0                  |             | 3           | 0           | 90     | 0      |
| 2013-2014               | Tirana                  | KS                      | 23         | 1          | CA              | 3               | 0               | -                  | -                  | -                  | -           | -           | -           | 26     | 1      |
| Totale Tirana           | Totale Tirana           | Totale Tirana           | 50         | 1          |                 | 3               | 0               |                    | -                  | -                  |             | -           | -           | 53     | 1      |
| 2014-2015               | Partizani Tirana        | KS                      | 26         | 0          | CA              | 0               | 0               | -                  | -                  | -                  | -           | -           | -           | 26     | 0      |
| 2015-gen. 2016          | Partizani Tirana        | KS                      | 6          | 0          | CA              | 2               | 0               | UEL                | 2                  | 0                  | -           | -           | -           | 10     | 0      |
| Totale Partizani Tirana | Totale Partizani Tirana | Totale Partizani Tirana | 32         | 0          |                 | 2               | 0               |                    | 2                  | 0                  |             | -           | -           | 36     | 0      |
| gen.-giu. 2016          | Vllaznia                | KS                      | 16         | 1          | CA              | 2               | 0               | -                  | -                  | -                  | -           | -           | -           | 18     | 1      |
| 2016-2017               | Vllaznia                | KS                      | 5          | 1          | CA              | 1               | 1               | -                  | -                  | -                  | -           | -           | -           | 6      | 2      |
| Totale Vllaznia         | Totale Vllaznia         | Totale Vllaznia         | 21         | 2          |                 | 3               | 1               |                    | -                  | -                  |             | -           | -           | 24     | 3      |
| Totale carriera         | Totale carriera         | Totale carriera         | 373        | 13         |                 | 24              | 1               |                    | 14                 | 0                  |             | 3           | 0           | 414    | 14     |

### Cronologia presenze e reti in Nazionale
| Cronologia completa delle presenze e delle reti in nazionale ― Albania | Cronologia completa delle presenze e delle reti in nazionale ― Albania | Cronologia completa delle presenze e delle reti in nazionale ― Albania | Cronologia completa delle presenze e delle reti in nazionale ― Albania | Cronologia completa delle presenze e delle reti in nazionale ― Albania | Cronologia completa delle presenze e delle reti in nazionale ― Albania | Cronologia completa delle presenze e delle reti in nazionale ― Albania | Cronologia completa delle presenze e delle reti in nazionale ― Albania |
| Data                                                                   | Città                                                                  | In casa                                                                | Risultato                                                              | Ospiti                                                                 | Competizione                                                           | Reti                                                                   | Note                                                                   |
| ---------------------------------------------------------------------- | ---------------------------------------------------------------------- | ---------------------------------------------------------------------- | ---------------------------------------------------------------------- | ---------------------------------------------------------------------- | ---------------------------------------------------------------------- | ---------------------------------------------------------------------- | ---------------------------------------------------------------------- |
| 1-3-2006                                                               | Tirana                                                                 | Albania                                                                | 1 – 2                                                                  | Lituania                                                               | Amichevole                                                             | -                                                                      | 79’                                                                    |
| 22-3-2006                                                              | Tirana                                                                 | Albania                                                                | 0 – 0                                                                  | Georgia                                                                | Amichevole                                                             | -                                                                      |                                                                        |
| 27-5-2008                                                              | Reutlingen                                                             | Albania                                                                | 0 – 1                                                                  | Polonia                                                                | Amichevole                                                             | -                                                                      | 46’                                                                    |
| 15-10-2008                                                             | Braga                                                                  | Portogallo                                                             | 0 – 0                                                                  | Albania                                                                | Qual. Mondiali 2010                                                    | -                                                                      | 46’                                                                    |
| 19-11-2008                                                             | Baku                                                                   | Azerbaigian                                                            | 1 – 1                                                                  | Albania                                                                | Amichevole                                                             | -                                                                      |                                                                        |
| 11-2-2009                                                              | Attard                                                                 | Malta                                                                  | 0 – 0                                                                  | Albania                                                                | Qual. Mondiali 2010                                                    | -                                                                      | 60’                                                                    |
| 6-6-2009                                                               | Tirana                                                                 | Albania                                                                | 1 – 2                                                                  | Portogallo                                                             | Qual. Mondiali 2010                                                    | -                                                                      |                                                                        |
| 2-6-2010                                                               | Tirana                                                                 | Albania                                                                | 1 – 0                                                                  | Andorra                                                                | Amichevole                                                             | -                                                                      | 88’                                                                    |
| 17-11-2010                                                             | Coriza                                                                 | Albania                                                                | 0 – 0                                                                  | Macedonia                                                              | Amichevole                                                             | -                                                                      | 65’                                                                    |
| 20-6-2011                                                              | Buenos Aires                                                           | Argentina                                                              | 4 – 0                                                                  | Albania                                                                | Amichevole                                                             | -                                                                      | 81’                                                                    |
| Totale                                                                 |                                                                        | Presenze                                                               | 10                                                                     |                                                                        | Reti                                                                   | 0                                                                      |                                                                        |

## Palmarès

### Club

#### Competizioni nazionali
- Coppa d'Albania: 1

Besa Kavajë: 2009-2010
- Campionato albanese: 4

Elbasani: 2005-2006
Skënderbeu: 2010-2011, 2011-2012, 2012-2013